# Conrad Sewell
Conrad Ignatius Mario Maximilian Sewell (Brisbane, 31 de março de 1988) é um cantor e compositor musical australiano. Nasceu na Inglaterra e em 1990 mudou-se com sua família para a Austrália.
Conrad ganhou fama em 2014, sendo o vocalista do single “Firestone” de Kygo, que atingiu mais de 300 milhões de transmissões e contagens do Spotify e a mais de três milhões de vendas em todo o mundo. Além disso, o seu single solo “Start Again”, recebeu por duas vezes o disco de platina na Austrália e indicações para o prêmio ARIA por “Canção do ano”, “Melhor lançamento pop” e até “Artista revelação”.

## Discografia

### EPs
| Título     | Detalhes                                                                          | Desempenho nas Paradas Musicais |
| Título     | Detalhes                                                                          | ARIA Charts                     |
| ---------- | --------------------------------------------------------------------------------- | ------------------------------- |
| All I Know | - Lançamento: 13 de Novembro de 2015 - Selo: 300 - Formatos: Digital download, CD | 9                               |

### Singles

#### Solo
| Título                                         | Ano  | Desempenho nas Paradas Musicais | Certificações   | Álbum            |
| Título                                         | Ano  | AUS                             | Certificações   | Álbum            |
| ---------------------------------------------- | ---- | ------------------------------- | --------------- | ---------------- |
| "Hold Me Up"                                   | 2015 | 39                              |                 | All I Know       |
| "Start Again"                                  | 2015 | 1                               | - ARIA: Platina | All I Know       |
| "Who You Lovin"                                | 2015 | 17                              | - ARIA: ouro    | All I Know       |
| "Remind Me"                                    | 2016 | 22                              |                 | All I Know       |
| "Taste the Feeling" (Avicii vs. Conrad Sewell) | 2016 | —                               |                 | Non-album single |

#### Como Artista Convidado
| Título                                              | Ano  | Desempenho nas Paradas Musicais | Desempenho nas Paradas Musicais | Desempenho nas Paradas Musicais | Desempenho nas Paradas Musicais | Desempenho nas Paradas Musicais | Desempenho nas Paradas Musicais | Desempenho nas Paradas Musicais | Desempenho nas Paradas Musicais | Desempenho nas Paradas Musicais | Desempenho nas Paradas Musicais | Certificações                                                                                            | Álbum            |
| Título                                              | Ano  | ARIA Charts                     | Ultratop                        | SNEP                            | GfK Entertainment               | Single Top 100                  | VG-lista                        | SWE                             | Swiss Hitparade                 | UK Singles Chart                | Billboard Hot 100               | Certificações                                                                                            | Álbum            |
| --------------------------------------------------- | ---- | ------------------------------- | ------------------------------- | ------------------------------- | ------------------------------- | ------------------------------- | ------------------------------- | ------------------------------- | ------------------------------- | ------------------------------- | ------------------------------- | --- | ---------------- |
| "Firestone" (Kygo featuring Conrad Sewell)          | 2014 | 10                              | 4                               | 5                               | 3                               | 4                               | 1                               | 2                               | 4                               | 8                               | 92                              | - ARIA: Platina - BPI: Platina - BVMI: Platinum - IFPI NOR: 4× Platina - IFPI SWE: Platinum - RIAA: ouro | Cloud Nine       |
| "Braver Love" (Arty featuring Conrad Sewell)        | 2015 | —                               | —                               | —                               | —                               | —                               | —                               | —                               | —                               | —                               | —                               | | Glorious         |
| "Little Love" (Kilian & Jo featuring Conrad Sewell) | 2015 | —                               | —                               | —                               | —                               | —                               | —                               | —                               | —                               | —                               | —                               | | Non-album single |